# Frederik Willem van Eeden
Cet article concerne le botaniste (1829-1901). Pour l'écrivain (1860-1932), son fils,, voir Frederik van Eeden.
Pour les articles homonymes, voir Eeden.
Frederik Willem van Eeden (né à Haarlem le 26 octobre 1829 et mort dans la même ville le 4 mai 1901) est un horticulteur et botaniste autodidacte néerlandais, directeur du Musée colonial et du Musée des Arts appliqués (nl) de Haarlem et pionnier de la protection de la nature aux Pays-Bas.

## Biographie
Frederik Willem, dit Frits, van Eeden est né le 26 octobre 1829 à Haarlem. Enfant, il passe son temps dans les livres et dans la nature et est scolarisé au gymnasium de Haarlem (nl) de 1841 à 1846, date à laquelle s'achève son éducation. Il continue néanmoins à se former en autodidacte par ses lectures. Devenu horticulteur de profession, comme l'étaient ses parents, il s'intéresse notamment au problème de la pourriture des narcisses et répond à une question de la Nederlandsche Maatschappij ter Bevordering van Nijverheid (« Société néerlandaise pour le progrès de l'industrie ») à ce sujet. Son travail, couronné d'une médaille d'argent en 1852, est publié l'année même.

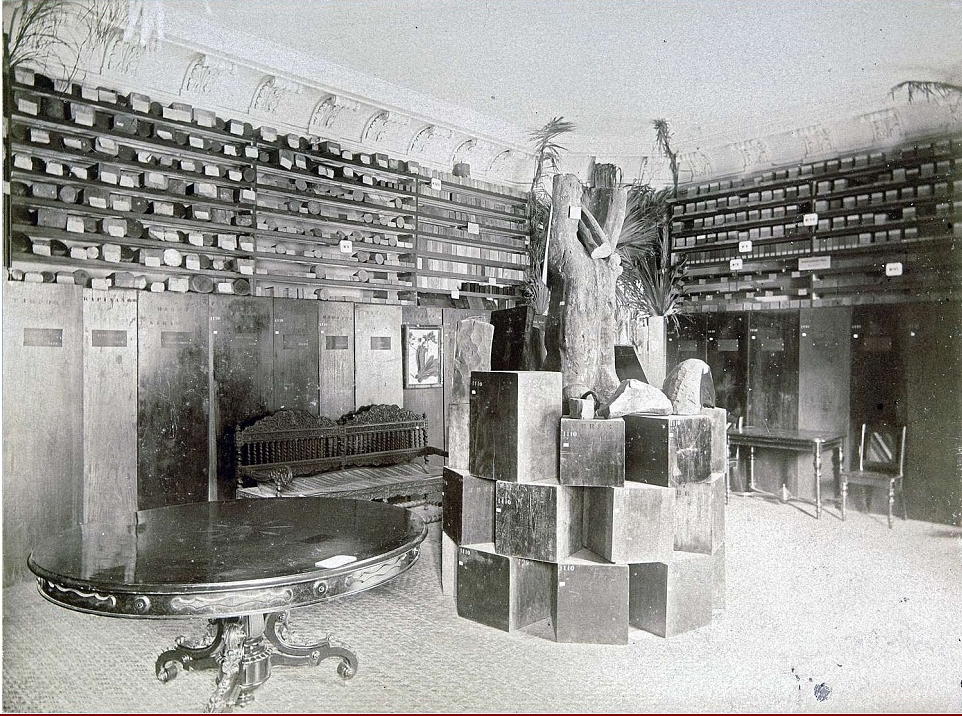
La galerie du bois au musée Colonial de Haarlem (1871-1926).

En 1859, à la mort de son père, il lui succède au poste de secrétaire général-trésorier de la Nederlandsche Maatschappij ter Bevordering van Nijverheid. Il hésite par contre à reprendre l'entreprise familiale car il s'intéresse davantage aux sciences naturelles et à la littérature et finit par la revendre en 1866. En 1864, il est chargé de constituer une collection d'objets coloniaux correctement identifiés. Cette collection, provisoirement entreposée dans son propre grenier, est à l'origine du Musée colonial qui s'installe à Haarlem dans la villa Welgelegen (nl) en 1871 et dont il assume la direction jusqu'à sa mort.
Dès 1872, il participe, au sein de la Nederlandsche Maatschappij ter Bevordering van Nijverheid, à la commission du musée des Arts appliqués (nl) ouvert dans sa ville natale en 1877 et dont il occupe le poste de directeur jusqu'en 1899.

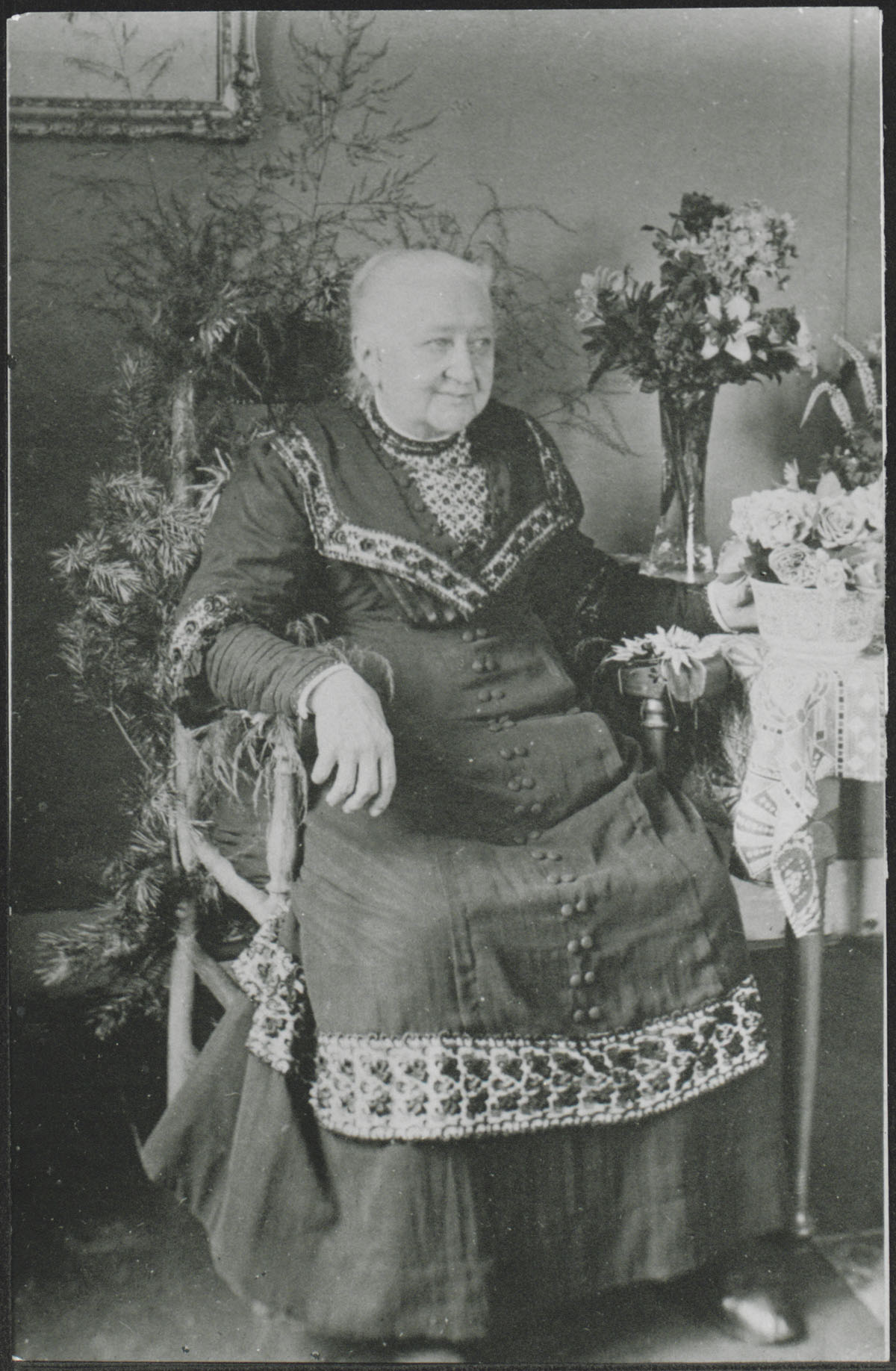
Neeltje van Warmelo en 1919.

## Famille
Frederik Willem van Eeden est l'époux de Neeltje van Warmelo et le père de l'écrivain néerlandais Frederik van Eeden.

## Postérité

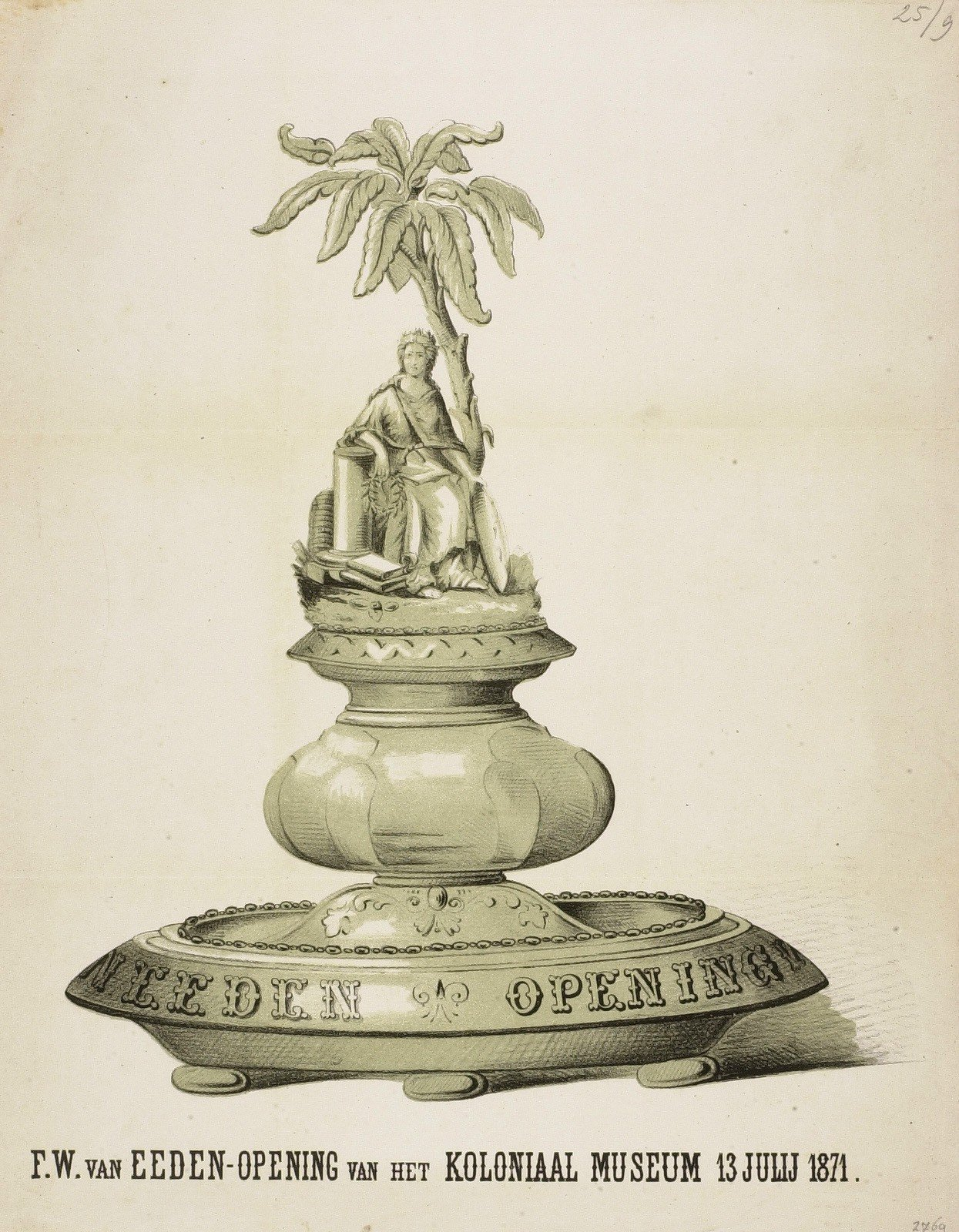
Lithographie d'une présentation allégorique du musée des Colonies, à l'occasion de son ouverture le 31 juillet 1871.

Pionnier de la conservation de la nature, Frederik van Eeden est l'un des premiers dans son pays, bien avant Eli Heimans (nl), à évoquer le nécessaire « réveil biologique » et à parler des « monuments de la nature » dans son ouvrage intitulé Onkruid publié en 1886,.
Un an avant sa mort, en 1900, van Eeden apporte son appui financier à la création de la fondation van Eeden dont l'objectif premier est d'aider la recherche botanique au Surinam. Il considère en effet que les colonies représentent un patrimoine méconnu et négligé dont les Pays-Bas n'ont pas conscience et qu'il est indispensable de mieux faire connaître,. Au début du XXIe siècle, la fondation van Eeden continue à subsidier de jeunes chercheurs pour des stages et projets de recherche en botanique au Guyana et dans les Caraïbes néerlandaises.
En 1926, le Musée colonial de Haarlem, qu'il avait fondé quelque soixante ans auparavant, déménage à Amsterdam où il fusionne avec l'Institut colonial, qui deviendra l'Institut royal des Tropiques en 1950.

## Œuvres
Liste non exhaustive (pour une liste plus complète voir Coesèl (2018).)
- De Duinen en Bosschen van Kennemerland, Groningen, 1866.
- Hortus Batavus, Amsterdam, 1868.
- De Botanie van het dagelijksch leven. Purmerend, 1870.
- De Koloniën op de internationale tentoonstelling te Amsterdam in 1883, Haarlem, 1884.
- Onkruid. Botanische Wandelingen, Haarlem, 1886.
- Noorderlicht. Bezoek aan Scandinavië in 1887, Haarlem, 1888.
- Circulaire/ Brief/ Antwoord/Mededeeling [Documenten der Stichting van het Van Eeden-fonds voor het floristisch onderzoek van Suriname], Paramaribo, Van Eeden-Fonds, 1901, 12 p.

De 1868 à 1898 (volumes 13 à 20),  Frederik van Eeden est l'éditeur du Flora Batava (nl), série de référence richement illustrée de la flore indigène des Pays-Bas, lancée en 1800 par Jan Kops (nl).